# Beveren aan de IJzer
Beveren aan de IJzer is een landelijk dorpje in de Belgische provincie West-Vlaanderen. Sinds 1977 is het een deelgemeente van Alveringem. Daarvoor, in 1971, was het al aan Stavele gehecht.
Beveren wordt ook wel Beveren-aan-de-IJzer (oudere spelling Beveren-aan-den-IJzer) of Beveren-IJzer genoemd, naar de rivier de IJzer die de zuidgrens van de deelgemeente vormt en ter onderscheid van andere Belgische plaatsen met de naam Beveren. In het zuidwesten ligt het gehucht Beveren-Kalsijde, aan de Dode IJzer en in het verlengde van de bebouwde kom van Roesbrugge.

## Demografische ontwikkeling
- Bronnen:NIS, Opm:1831 tot en met 1970=volkstellingen; 1976 = inwoneraantal op 31 december

## Bezienswaardigheden
- De Sint-Audomaruskerk is een driebeukige gotische hallenkerk uit de 15de eeuw, die rond 1761 nog werd aangepast. Sinds 1939 is het een beschermd monument.[2]
- Op het kerkhof liggen 8 Belgische en 20 Britse gesneuvelden uit de Eerste Wereldoorlog en 8 Britse gesneuvelden uit de Tweede Wereldoorlog.[3]
- De witgekalkte Brouckmolen uit 1872 is een beschermd monument.
- Het Rohardushof in het gehucht Beveren-Kalsijde herbergt een aardewerkmuseum.

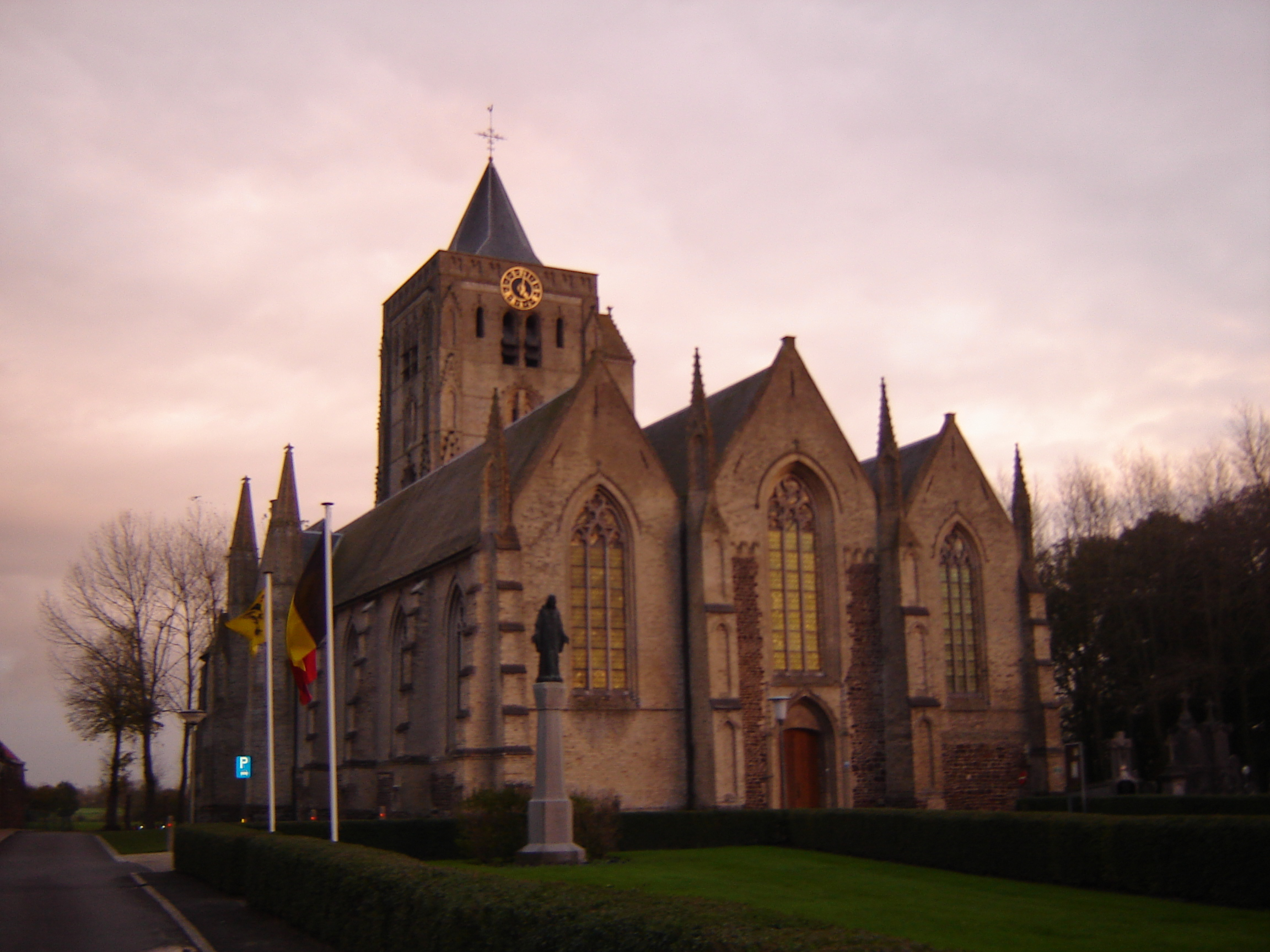
Sint-Audomaruskerk
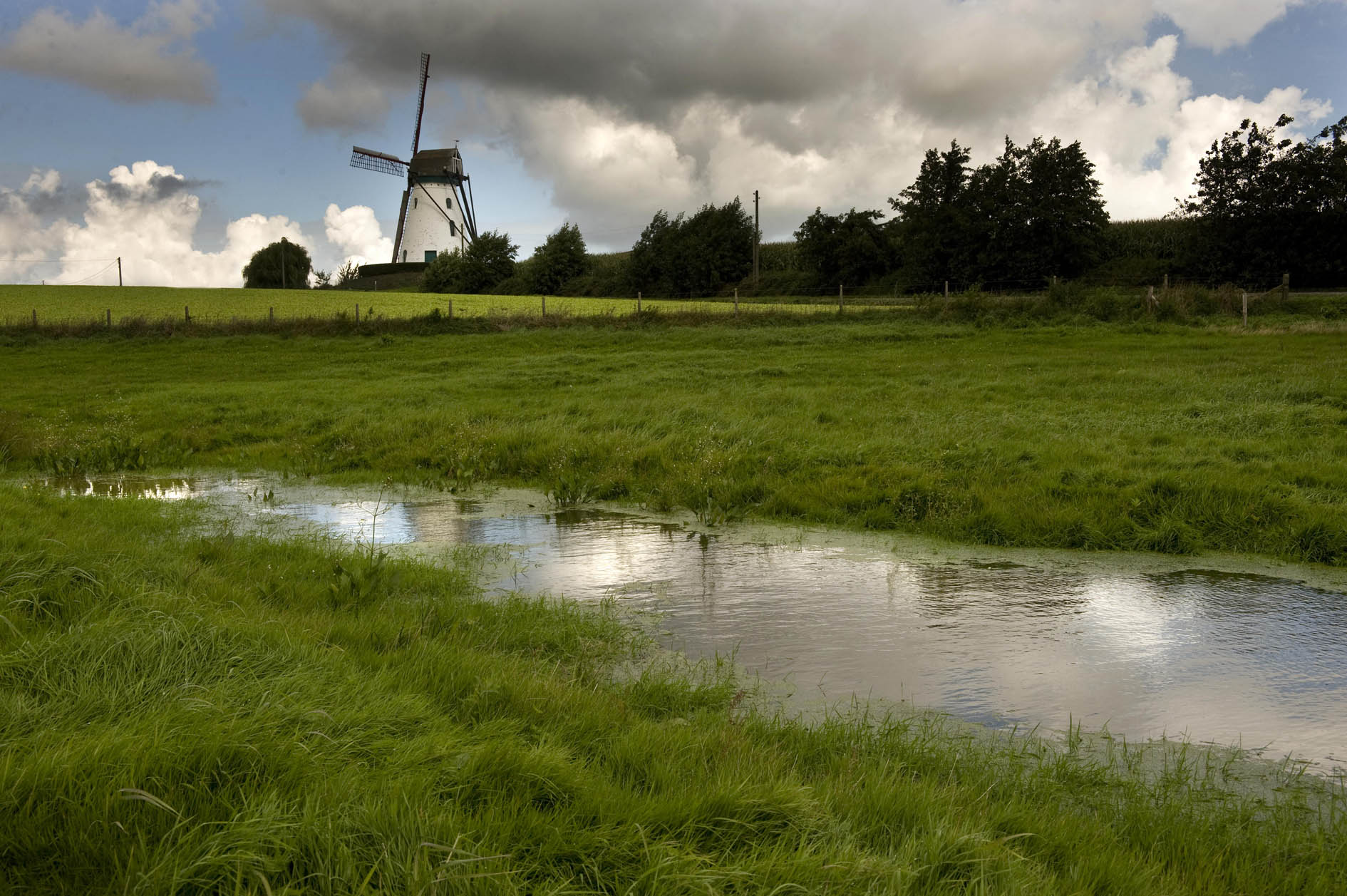
De Brouckmolen
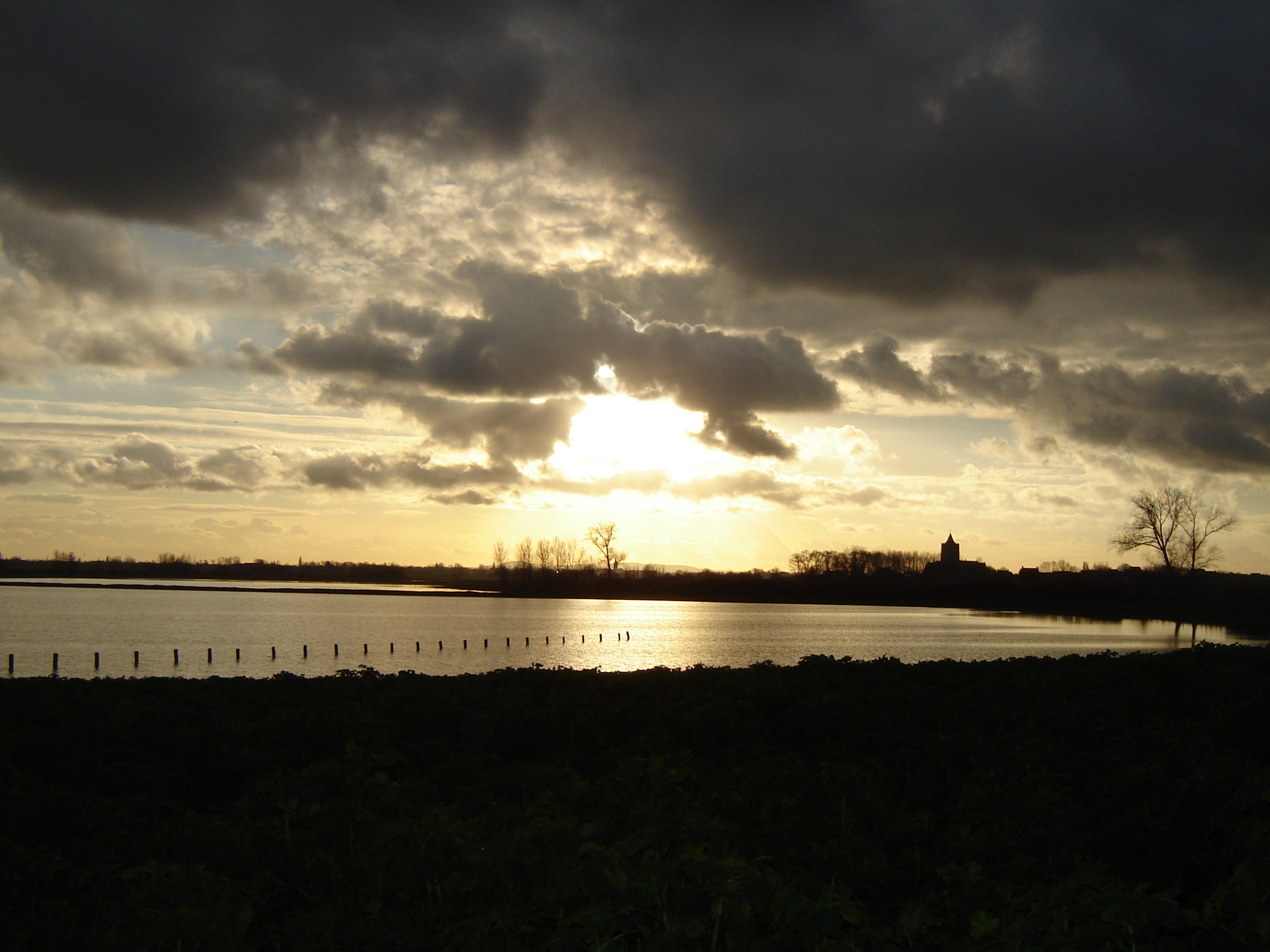
Ondergelopen polderland langs de IJzer

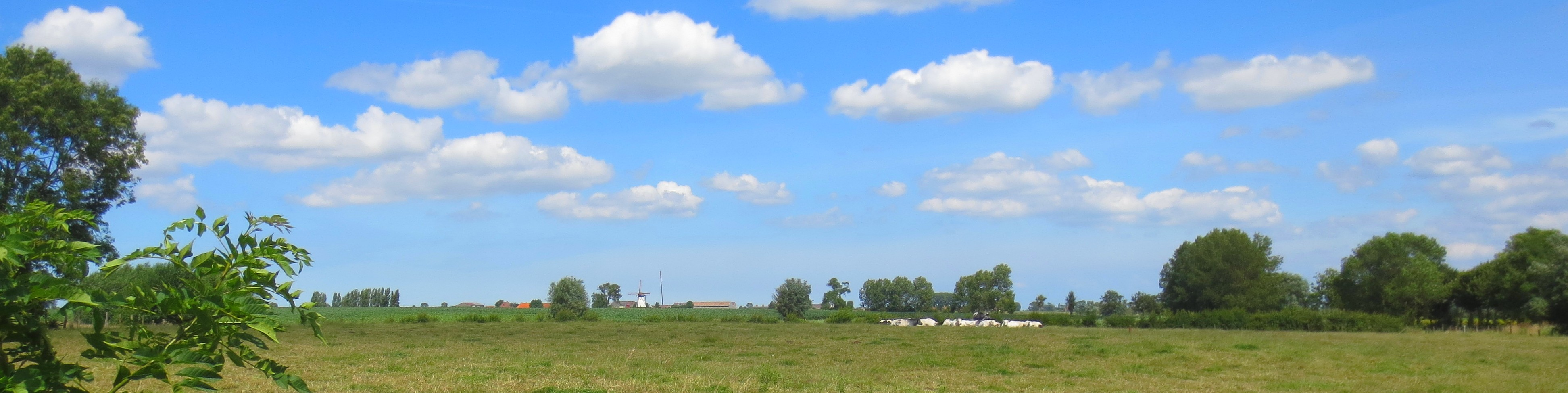
Beveren

## Natuur en landschap
Beveren ligt op de linkeroever van de IJzer, op een hoogte van ongeveer 10 meter, in Zandlemig Vlaanderen. In het westen wordt Beveren begrensd door de Belgisch-Franse grens en begint het Houtland.

## Politiek
Beveren had een eigen gemeentebestuur en burgemeester tot de fusie van 1971. Burgemeesters waren:
- 1843-1851 : Engelbertus Josephus Georges
- 1852-1859 : Paul Alphonse Edmond Viane
- 1859-1860 : Martinus Angelus Verdonck
- 1864-1879 : Amandus Fredericus Desaegher
- 1879-1884 : Petrus "Josephus" Top
- 1885-1903 : Amandus Fredericus Desaegher
- 1904-1920 : Cyriel Feys
- 1920-1921 : Henricus Bernardus Desmyttere
- 1921-1933 : Camille Romain Butaye
- 1933-1941 : Cyriel Feys
- 1941-1944 : Julianus Audomarus Cornelius Dehaene
- 1944-1970 : Fernand Feys

De laatste burgemeester, Fernand Feys, werd later nog burgemeester van Stavele en daarna nog van Alveringem.

## Nabijgelegen kernen
Leisele, Hondschoote, Oostkappel, Roesbrugge, Stavele, Gijverinkhove

## Trivia
Sint-Audomarus is de patroonheilige van Beveren aan de IJzer.
Deelgemeenten: Alveringem · Beveren aan de IJzer · Gijverinkhove · Hoogstade · Izenberge · Leisele · Oeren · Sint-Rijkers · Stavele

Belgische gemeenten · Arrondissement Veurne · West-Vlaanderen · Vlaanderen